# Spångagölen, Östergötland
Spångagölen är en sjö i Boxholms kommun i Östergötland och ingår i Motala ströms huvudavrinningsområde.